# Ranchera

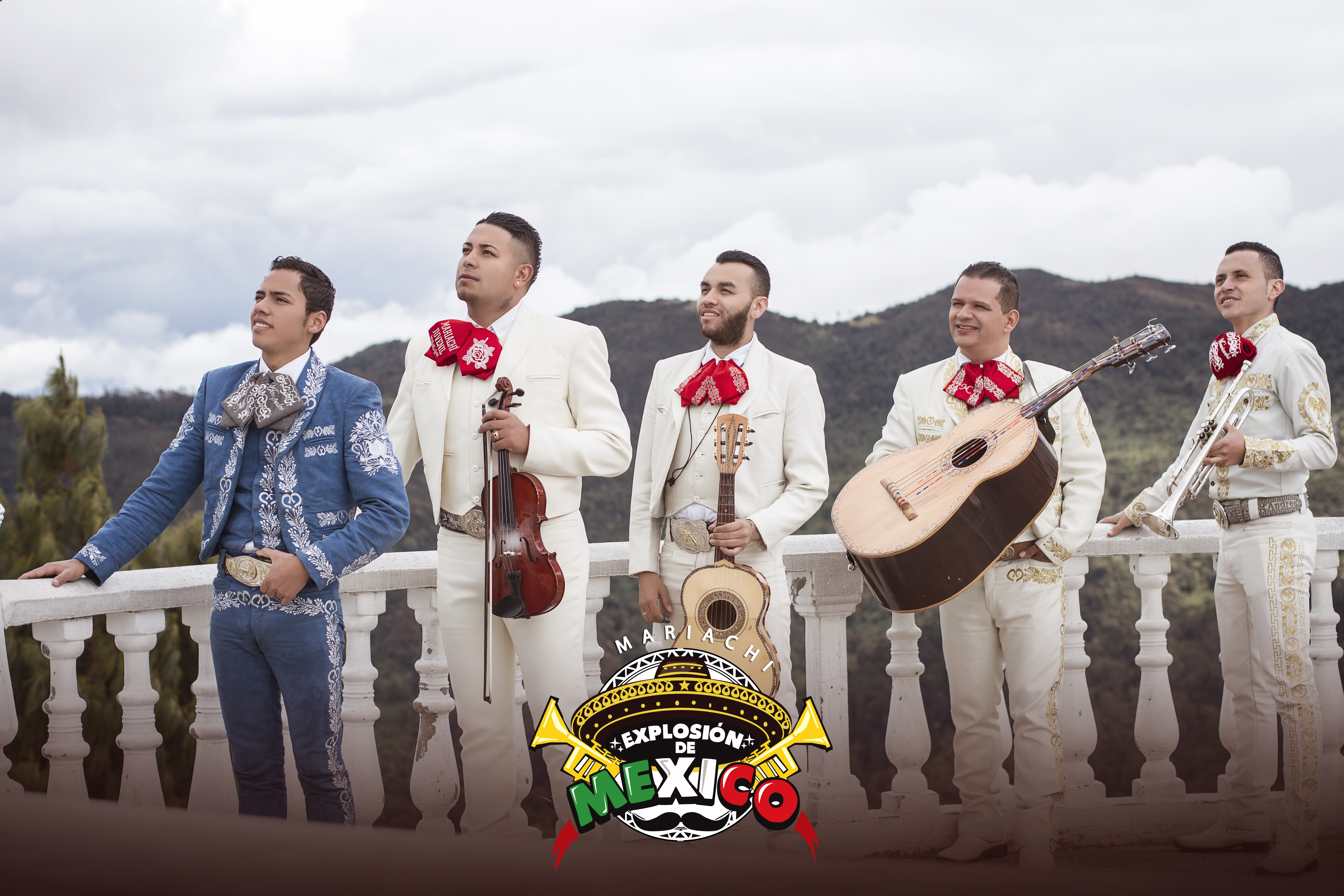
Cele mai bune mariachis în Bogota, Mariachi Explosion De Mexico (2013)

Ranchera, de asemenea: cântecul ranchera, (din spaniolă rancho: ranch, fermă) este un gen muzical popular și folcloric din Mexic. Se poate interpreta ca majoritate a subgenurilor muzicii regionale mexicane.
Strâns asociate cu grupurile de mariachi care s-au dezvoltat în Jalisco după Revoluția mexicană, ranchera sunt încă interpretate astăzi de grupurile Norteño, Banda și Duranguense. Bazându-se pe folclorul rural tradițional, ranchera a simbolizat spiritul național ca răspuns la epoca aristocratică. Probabil cel mai faimos reprezentant al rancherei a fost muzicianul mexican Vicente Fernández. 
Rancherele tradiționale au tema despre dragoste, patriotism sau natură. Ritmul poate fi împărțit în tact de 3/4, 2/4 sau 4/4, ceea ce corespunde ritmului valsului, polcăi sau boleroului. Cântecele sunt în general scrise într-o tonalitate majoră și constau dintr-o introducere instrumentală, versuri și refren, cu secțiuni instrumentale care repetă versurile, care sunt terminate cu un final accentuat. Instrumentele folosite includ chitare, viori, viori,trompete, guitarrón mexican și acordeoane.

## Etimologie
Cuvântul ranchera a fost derivat din cuvântul rancho, deoarece cântecele își au originea în fermele rurale din Mexic. Rancherele care provin din grupurile sau conjuntourile Norteño din nordul Mexicului și sud-vestul Statelor Unite sunt uneori denumite Norteños, derivat din cuvântul spaniol pentru nord.

## Structura muzicală
Modelul muzical normal al rancherelor este a/b/a/b. Rancherele încep cu o introducere instrumentală (a), urmată de o secțiune vocală (b), întreruptă de ornamente instrumentale intercalate în linii. Instrumentele repetă apoi această temă, după care versurile fie se repetă, fie că încep cu cuvinte noi. Se mai folosește și forma a/b/a/b/c/b, în care se interpretează introducerea (a), urmată de versul (b). Această formă se repetă și se adaugă un refren (c) care se termină cuun verset.

## Cântece ranchera renumite
- Adiós Mariquita Linda (1925; Marco Antonio Jiménez);
- Ay Jalisco no te rajes de Jorge Negrete
- Busca Otra Amor (José Torres Jr. interpreți: Los Madrugadores Del Valle, Santiago Jimenez Jr., Los Alegres de Terán, Antonio Aguilar)
- Corazon Corazon (autor: José Alfredo Jiménez; interpreți: Aida Cuevas)
- Corazon Corazon de Lola Beltrán și Lucha Villa
- Cielito lindo (1882; autor: Quirino Mendoza y Cortés, interpreți: Pedro Infante, Pavarotti, Carín León etc.)
- Corrido de Chihuahua de Lucha Villa și Antonio Aguilar
- Corrido de Monterrey de Vicente Fernández
- Cruz De Olvido (interpreți: Luis Miguel etc.)
- Cu-cu-rru-cu-cu paloma de Lola Beltrán
- De Un Rancho a Otro (text: Chucho Nila, interpreți: Vicente Fernández)
- El Rey (José Alfredo Jiménez)
- En Las Cantinas
- Mexico lindo y querido de Jorge Negrete
- Noches Eternas
- Por Tu Maldito Amor, autor: Federico Méndez Tejeda, interpreți: Vicente Fernández
- Por Un Amor
- Por Una Mujer Casada (autor: Felipe Valdez Leal; interpreți: Julio Preciado, Banda El Recodo de Cruz Lizárraga, Carlos Sarabia, Antonio Aguilar, Pepe Aguilar, Los Tigres del Norte, Los Cadetes de Linares, Los Alegres de Terán, Eliseo Robles, Los Invasores de Nuevo Leon, Charro Avitia, Los Texmaniacs, Lorenzo de Monteclaro, Lucha Villa, Dwayne Verheyden, Little Joe y La Familia, Ana Gabriel, 'El Mimoso' Luis Antonio Lopez, Los Madrugadores, Flaco Jimenez, Valentin Elizalde, David Záizar etc.)
- Tú, sólo tú (1949; autor: Felipe Valdez Leal; interpreți: Miguel Aceves Mejía, Pedro Infante, Luis Pérez Meza, Rosita Quintana, Selena etc.)
- Un Puño de Tierra (autor: Carlos Gonzalez Garcia; interpreți: Frederico Villa, Antonio Aguilar, Pepe Aguilar, Ramón Ayala, Alejandro Fernández, Las Fenix, Flaco Jimenez, Bernabe Melendrez, Valentin Elizalde, Jenni Rivera, 'El Mimoso' Luis Antonio Lopez, Carlos Sarabia, Cristian Nodal, Elíseo Robles etc.)
- Volver Volver (autor: Fernando Z. Maldonado; interpreți: Vicente Fernández, Shaila Dúrcal, Ana Gabriel, Lucero, Manu Chao, Angela Aguilar, Nana Mouskouri, Linda Ronstadt, Banda MS de Sergio Lizárraga, Pedro Infante, Los Lobos, Pedro Vargas, The Mavericks, Alejandro Fernández, Los Huayra, Chavela Vargas, Ray Coniff etc.)
- De Que Manera Te Olvido (interpreți: Luis Miguel etc.)
- El son de la negra [1929; autor: traditional; interpreți: Los Trovadores Tamaulipecos, Mariachi Tapatío de Jesús Marmolejo, Blas Galindo etc.)
- Cielo Rojo (autor: Juan Zaizar și David Zaizar, interpreți: Luis Miguel etc.)
- El Jinete
- Malagueña salerosa (1947; autor: Elpidio Ramírez și Pedro Galindo Galarza; interpreți: Carlos Rivera etc.)
- La Ley del Monte (autor: José Ángel Espinoza, interpreți: Vicente Fernández).
- El Hijo del Pueblo (autor: José Alfredo Jiménez, interpreți: Vicente Fernández etc.)

## Interpreți
Cântăreți
Figurile proeminente de cântăreți rancera sunt Jorge Negrete, Pedro Infante, José Alfredo Jiménez sau Javier Solís în anii 1940 și 1950; interpretul contemporan Vicente Fernández este considerat cel mai important moștenitor al acestei muzici.
- Alejandro Fernández
- Antonio Aguilar
- Carín León
- Carlos Rivera
- Cornelio Reyna
- Cuco Sanchez
- David Zaizar
- Demetrio González
- Felipe Arriaga
- Francisco Avitia „El Charro”
- Javier Solís
- Joan Sebastian
- Jorge Negrete
- José Alfredo Jiménez
- Juan Gabriel
- Juan Valentin
- Juan Mendoza „El Tariácuri”
- Juan Zaizar
- Lorenzo Barcelata
- Lorenzo Negrete
- Luis Aguilar
- Luis Miguel
- Luis Pérez Meza
- Manuel López Ochoa
- Miguel Aceves Mejía
- Pedro Fernández
- Pedro Infante
- Pepe Aguilar
- Ramón Ayala
- Tito Guízar
- Vicente Fernández

Cântărețe
Multe artiste feminine au interpretat ranchera, printre care se remarcă Lola Beltrán, Lucha Villa, Amalia Mendoza, Lucha Reyes, Guadalupe Pineda, Aida Cuevas și Rocío Dúrcal.
- Aida Cuevas
- Amalia Mendoza « La Tariácuri »
- Ana Gabriel
- Ángeles Ochoa
- Ángela Aguilar
- Beatriz Adriana
- Chavela Vargas
- Chayito Valdez
- Chelo
- Chelo Silva
- Dalia Inés
- Dora María
- Enriqueta Jiménez « La Prieta Linda »
- Flor Silvestre
- Guadalupe Pineda
- Irma Dorantes
- Irma Serrano « La Tigresa »
- Irma Vila
- Helenita Vargas «La ronca de oro»
- Jenni Rivera
- Lola Beltrán
- Lucero
- Lucha Moreno
- Lucha Reyes
- Lucha Villa
- Manolita Arriola
- Marcela Rubiales
- María de los Ángeles Loya „La Consentida”
- María de los Ángeles Muñoz „La Panchita”
- María de Lourdes
- María Dolores Pradera
- María Elena Sandoval
- María Félix
- Matilde Sánchez „La Torcacita”
- Mercedes Castro
- Rocío Dúrcal
- Rosa de Castilla
- Rosenda Bernal
- Rosita Arenas
- Rosita Quintana
- Shaila Dúrcal
- Yolanda del Río